# Suore domenicane di Nostra Signora del Rosario e Santa Caterina da Siena
Le Suore Domenicane di Nostra Signora del Rosario e Santa Caterina da Siena, dette di Cabra (in inglese Dominican Sisters of Our Lady of Rosary and St. Catherine of Siena), sono un istituto religioso femminile di diritto pontificio: le suore di questa congregazione pospongono al loro nome la sigla O.P.

## Storia
Le origini della congregazione risalgono al primo monastero delle domenicane fondato in Irlanda dopo la riforma protestante: aperto a Galway nel 1644, le suore furono presto disperse ma nel 1717 ripresero a condurre vita comune a Dublino, in un antico monastero benedettino, e nel 1819 si trasferirono a Cabra (Dublino). Dalla comunità di Cabra ebbero origine numerosi monasteri in Irlanda, Sudafrica, Luisiana, Australia e Nuova Zelanda.
Nel 1928 la Santa Sede approvò l'unione delle case autonome di Cabra, Blackrock, Dún Laoghaire, Wicklow e Belfast e delle loro dipendenze in una congregazione centralizzata, intitolata a Nostra Signora del Rosario e a santa Caterina da Siena.
All'unione aderirono anche i 18 conventi delle congregazioni sudafricane Città del Capo e Port Elizabeth (1937), il monastero di Bom Sucesso a Lisbona (1955), il monastero di New Orleans (1971) e il monastero di Galway con la sua filiale di Buenos Aires.

## Attività e diffusione
Le suore si dedicano all'istruzione e all'educazione cristiana della gioventù (anche dei sordomuti), alla formazione degli insegnanti e alla direzione di pensionati universitari.
Sono presenti in Irlanda e Portogallo, nelle Americhe (Argentina, Brasile, Stati Uniti d'America) e in Sudafrica; la sede generalizia è a Dublino.
Alla fine del 2008 la congregazione contava 345 religiose in 46 case.